# Кросбитон
Кросбитон (англ. Crosbyton) — город в США, расположенный в северо-западной штата Техас, административный центр округа Кросби. По данным переписи за 2010 год число жителей составляло 1741 человек, по оценке Бюро переписи США в 2017 году в городе проживало 1657 человек.

## История
Город был основан в начале 1908 года и был назван в честь земельного комиссионера Стивена Кросби. В июле в городе было открыто почтовое отделение, в том же году открылась гостиница. 17 сентября прошли выборы административного центра округа Кросби, которые Кросбитон выиграл. 10 апреля 1911 года была открыта железная дорога Crosbyton-South Plains Railroad. Несмотря на то, что округ потерял почти 9 % населения во время Великой депрессии, население города продолжило рост в тот период.
Первый госпиталь Кросбитона был построен в августе 1947 года, в 1975 году был открыт муниципальный аэропорт. 1 мая 1976 года Техасский технический университет получил грант за проект солнечной электростанции в Кросбитоне, а министерство энергетики США подписало крупный контракт с университетом на постройку крупнейшего на тот момент коллектора солнечной энергии к югу от города. В Кросбитоне в одно время работала крупнейшая хлопкоочистительная машина. Город является торговым центром региона, специализирующегося на выращивании кабанов, пшеницы и зернового сорго.

## География
Кросбитон находится в центральной части округа, его координаты: 33°38′29″ с. ш. 101°14′16″ з. д..
Согласно данным бюро переписи США, площадь города составляет около 5,5 км2, полностью занятых сушей.

### Климат
Согласно классификации климатов Кёппена, в Кросбитоне преобладает семиаридный климат умеренных широт (BSk).
| Показатель                    | Янв.  | Фев.  | Март  | Апр. | Май  | Июнь | Июль | Авг. | Сен. | Окт. | Нояб. | Дек.  | Год   |
| ----------------------------- | ----- | ----- | ----- | ---- | ---- | ---- | ---- | ---- | ---- | ---- | ----- | ----- | ----- |
| Абсолютный максимум, °C       | 30,6  | 33,3  | 35,6  | 38,3 | 43,9 | 45   | 42,8 | 43,3 | 42,2 | 38,3 | 33,3  | 28,9  | 45    |
| Средний суточный максимум, °C | 11,8  | 14,1  | 18,8  | 23,8 | 27,7 | 32,1 | 33,6 | 33,3 | 29,2 | 23,9 | 17,2  | 12,4  | 23,2  |
| Средняя температура, °C       | 4,1   | 5,9   | 10,3  | 15,4 | 20,1 | 24,7 | 26,4 | 25,9 | 21,9 | 16,2 | 9,5   | 4,9   | 15,5  |
| Средний суточный минимум, °C  | −3,7  | −2,2  | 1,7   | 6,9  | 12,4 | 17,3 | 19,1 | 18,5 | 14,7 | 8,5  | 1,8   | −2,6  | 7,7   |
| Абсолютный минимум, °C        | −23,3 | −25,6 | −18,9 | −8,3 | −2,2 | 3,9  | 8,9  | 5,6  |      | −7,2 | −15,6 | −21,1 | −25,6 |
| Норма осадков, мм             | 18    | 21    | 26    | 43   | 73   | 72   | 65   | 65   | 69   | 57   | 25    | 21    | 555   |
| Источник: weatherbase.com     |       |       |       |      |      |      |      |      |      |      |       |       |       |

## Население
Согласно переписи населения 2010 года в городе проживал 1741 человек, было 634 домохозяйства и 460 семей. Расовый состав города: 80,9 % — белые, 5,7 % — афроамериканцы, 0,2 % — 
коренные жители США, 0 % — азиаты, 0 % — жители Гавайев или Океании, 11,3 % — другие расы, 1,9 % — две и более расы. Число испаноязычных жителей любых рас составило 56,3 %.
Из 634 домохозяйств, в 36,1 % живут дети младше 18 лет. 52,5 % домохозяйств представляли собой совместно проживающие супружеские пары (17,7 % с детьми младше 18 лет), в 14,5 % домохозяйств женщины проживали без мужей, в 5,5 % 
домохозяйств мужчины проживали без жён, 27,4 % домохозяйств не являлись семьями. В 24,9 % домохозяйств проживал только один человек, 12,9 % составляли одинокие пожилые люди (старше 65 лет). Средний размер домохозяйства составлял 2,69 человека. Средний размер семьи — 3,22 человека.
Население города по возрастному диапазону распределилось следующим образом: 30,8 % — жители младше 20 лет, 20,8 % находятся в возрасте от 20 до 39, 29,9 % — от 40 до 64, 18,5 % — 65 лет и старше. Средний возраст составляет 39,1 года.
Согласно данным опросов пяти лет с 2012 по 2016 годы, медианный доход домохозяйства в Кросбитоне составляет 35 807 долларов США в год, медианный доход семьи — 41 094 доллара. Доход на душу населения в городе составляет 19 715 долларов. Около 22,8 % семей и 29 % населения находятся за чертой бедности. В том числе 45,8 % в возрасте до 18 лет и 14 % старше 65 лет.

## Местное управление
Управление городом осуществляется мэром и городским советом, состоящим из 6 человек.
Другими важными должностями, на которые происходит наём сотрудников, являются:
- Городской администратор
- Городской секретарь
- Директор службы общественных работ
- Шеф полиции
- Муниципальный судья

## Инфраструктура и транспорт
Основными автомагистралями, проходящими через Кросбитон, являются:
- автомагистраль 82 США идёт с востока от Диккенса на запад к Лаббоку.
- автомагистраль 114 штата Техас совпадает с автомагистралью 82 США на участке от Диккенса до Лаббока.

В городе располагается муниципальный аэропорт Кросбитона. Аэропорт располагает одной взлётно-посадочной полосой длиной 1097 метров. Ближайшим аэропортом, выполняющим коммерческие рейсы, является международный аэропорт Престона Смита в Лаббоке. Аэропорт находится примерно в 55 километрах к западу от Кросбитона.

## Образование
Город обслуживается консолидированным независимым школьным округом Кросбитон.

## Экономика
Согласно отчёту города на апрель 2017 года, годовые доходы и расходы Кросбитона составили составили $0,9 млн.

## Отдых и развлечения
В городе располагается исторический музей округа Crosby County Pioneer Memorial Museum.